# Mujannah-opening
De mujannah-opening is in het schaken een variant van de Birdopening (1. f4). Het is ingedeeld bij de flankspelen en valt onder ECO-code A03. De zettenreeks is
1. f4 (de Birdopening) Pf6
2. c4

In het Perzische Shatranj, een voorloper van het moderne schaak, verwees de term mujannah (de opening vanuit de flank) naar het opschuiven van de flankpionnen f2 en c2. Als zwart antwoordde met het naar voren zetten van zijn flankpionnen f7 en c7 was er sprake van een dubbele mujannah. Daarnaast kende men de term mashaikhi (de opening van de sjah) voor de opening in het centrum met de d- en de e-pion.
In zijn algemeenheid geldt dat iedere opstelling waarbij zowel de f- als de c-pion twee velden vanuit de beginpositie zijn opgeschoven een mujannah-opstelling is. Zo is er het mujannahgambiet, en in de oude Ben-Oni-verdediging ontstaat een mujannah-opstelling voor zwart na de zetten
1. d4 c5 (de oude Ben-Oni)
2. d5 f5